# Злая щитоспинка
Зла́я щитоспи́нка (лат. Lepidobatrachus laevis) — вид бесхвостых земноводных из семейства Ceratophryidae.

## Описание
Общая длина достигает 26 см. Голова короткая, толстая, очень широкий рот, глаза навыкате. Туловище уплощённое и имеет овальную форму. Кожа бугристая и морщинистая.
Взрослые особи имеют тёмную окраску спины и боков, на котором располагаются мелкие красноватые и желтоватые пятна. Молодые имеют светло-зелёный рисунок на бежевом фоне. На передних лапах щитоспинки отсутствуют перепонки, помогающие земноводным плавать. Чтобы не утонуть в неглубокой лужице, лягушка залезает на корягу, маскируется под камень и ждет добычу.

## Распространение
Обитает в северной Аргентине (провинции Чако, Корриентес, Сальта, Формоза), на востоке Боливии (департаменты Санта-Крус, Тариха), западе Парагвая (департаменты Пресиденте-Аес, Бокерон, Альто-Парагвай).

## Образ жизни
Предпочитает саванны, сухие кустарники, пресноводные болота, луга, пруды. Встречается на высоте до 200 м над уровнем моря. Ведёт полуводный образ жизни. Во время сезона дождей живёт во временных водоёмах, где размножается и готовится к следующему сухому сезону. После пересыхания водоёма закапывается глубоко в ил, где впадает в многомесячную спячку. Это довольно неторопливое земноводное. Несмотря на полуводный образ жизни, не очень хорошо плавает.
Питается мелкими грызунами, лягушками, ракообразными, рыбой, для этих лягушек достаточно обычен каннибализм.
Спаривание происходит во время сезона дождей. Самка откладывает до 2000 яиц. Личинки растут довольно быстро. Уже через 1 месяц достигают в длину 4—5 см.